# Marie-Nicole Lemieux
 (juillet 2020).
Pour les articles homonymes, voir Lemieux.
Marie-Nicole Lemieux est une contralto canadienne, née le 26 juin 1975 à Dolbeau-Mistassini au Québec. Elle est reconnue pour sa voix ample et une présence scénique généreuse.

## Biographie
Marie-Nicole Lemieux fait ses études au conservatoire de musique de Chicoutimi et au conservatoire de musique de Montréal. En 1999, elle remporte le grand prix Hydro-Québec du festival de musique du Royaume à Saguenay. Elle connaît le succès en 2000 grâce au Concours musical international Reine Élisabeth de Belgique, où elle remporte le prix de la Reine Fabiola (1er prix) et le prix spécial du lied. Elle est la première Canadienne à remporter cet honneur, ce qui lui ouvre la reconnaissance internationale et lui permet de se produire tant en récital qu'en concert avec de grands orchestres.
En 2003, elle participe à une tournée Jeunesses Musicales Canada au Québec.
Elle chante sous la baguette de chefs réputés, tels que Richard Bradshaw, Alan Curtis, Franz-Paul Decker, Charles Dutoit, Daniele Gatti, Paul Goodwin, Bernard Haitink, René Jacobs, Bernard Labadie, Andrea Marcon, Neville Marriner et Paul Daniel. En outre, elle est fréquemment invitée par des festivals internationaux en Europe et en Amérique du Nord.
En 2005, elle fait ses débuts au Staatsoper de Berlin, participant à Il Ritorno d'Ulisse in Patria de Monteverdi, et elle incarne le rôle de Mitrena dans la création mondiale de l’opéra Motezuma, de Vivaldi, au centre culturel De Doelen, à Rotterdam. En 2006, elle fait ses débuts comme soliste aux États-Unis, d’abord en récital au Kansas puis à titre de soliste invitée avec le Los Angeles Philharmonic Association.
En 2007, elle interprète le rôle-titre dans l'œuvre de Händel, Giulio Cesare, à l’opéra de Nancy (France). En 2008, elle se produit en Europe. En 2009, elle chante à nouveau en Europe (à Vienne, à Munich et au festival de Glyndebourne en Angleterre puis effectue un retour au Canada. En 2010, 2011 et 2012, elle poursuit sa carrière en Europe et en Amérique du Nord.
En mai 2014, elle triomphe dans le cycle Rossini au Théâtre des Champs-Élysées, dans l'opéra Tancredi.
Les 31 janvier et 2 février 2017, elle chante Carmen en version de concert au Théâtre des Champs-Élysées.

### Distinctions

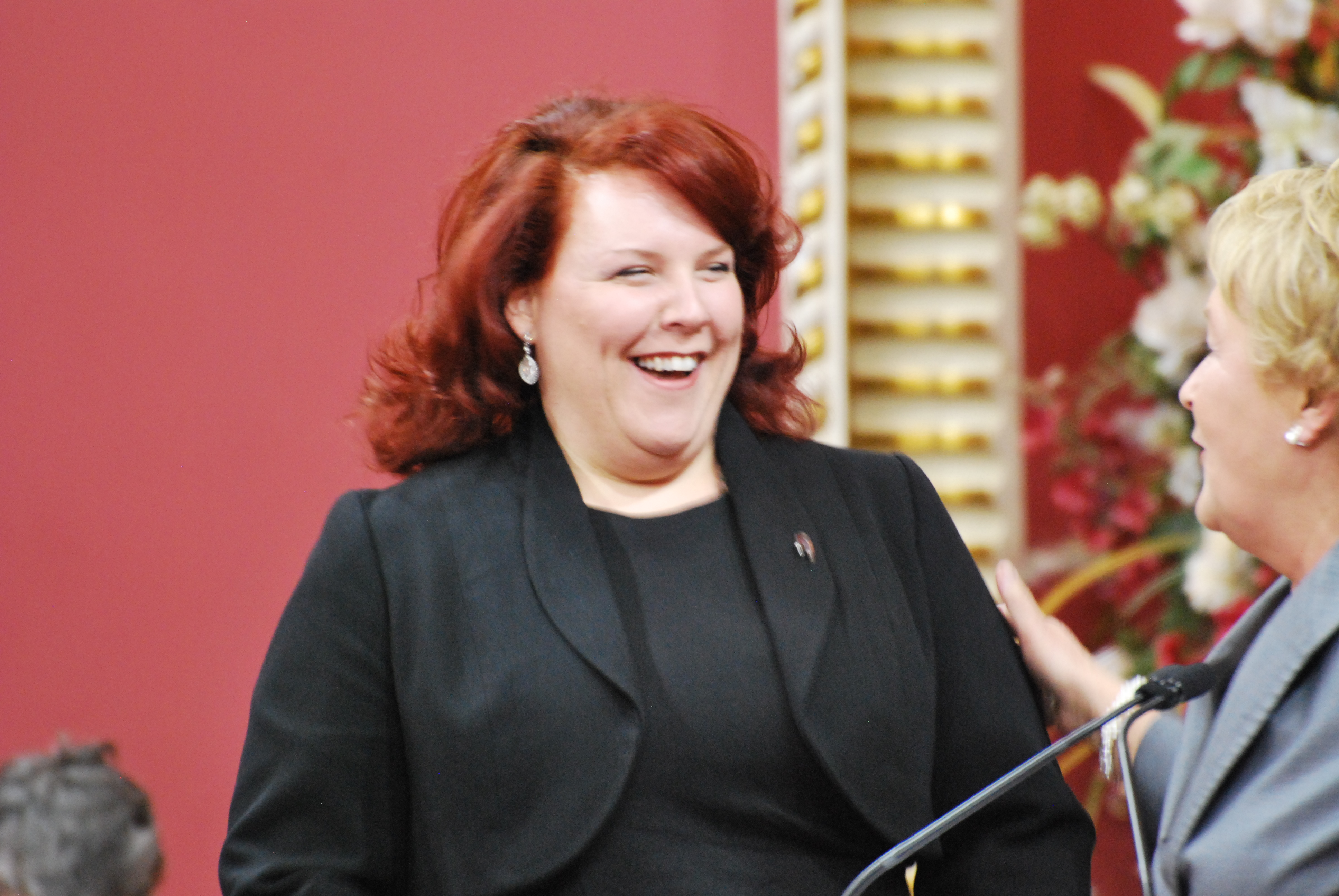
Lors de la remise de l'ordre national du Québec en juin 2013

- 2011 - Docteure honoris causa de l'université du Québec à Chicoutimi (UQAC)
- 2012 - Chevalière de l'ordre de la Pléiade, « ordre de la Francophonie et du dialogue des cultures », remis par l'Assemblée parlementaire de la Francophonie
- 2013 - Chevalière de l'ordre national du Québec
- 2016 - Compagne de l'Ordre des arts et des lettres du Québec
- 2021 - Docteure honoris causa de l'Université Laval à Québec
- 2022 - Chevalier de l'Ordre des Arts et des Lettres de la République française

### Prix
- 2000 - Concours musical international Reine-Élisabeth-de-Belgique : premier prix, prix de la Reine Fabiola, et Prix spécial du Lied  Belgique
- 2000 - Prix Joseph-Rouleau (premier prix) Concours national des Jeunesses musicales du Canada  Canada
- 2001 - Prix Opus, Découverte de l'Année  Canada
- 2001 - La Presse, Personnalité de l'année salué par le quotidien montréalais  Canada
- 2001 - Prix Virginia-Parker, Remis par le Conseil de Arts du Canada  Canada
- 2003 - Prix Opus, Concert de l'année 2003 en musiques médiévale, Renaissance et Baroque  Canada
- 2003 - Prix Juno, pour le CD Le Requiem de Mozart  Canada
- 2005 - Prix Opus, Disque de l’année – Musique classique, romantique, postromantique et impressionniste  Canada
- 2005 - Victoires de la musique classique à Paris, Meilleur enregistrement de l’année  France
- 2006 - Prix George Solti, Excellence d’une jeune carrière discographique  France
- 2006 - L'association de la presse belge, Jeune soliste de l'année  Belgique
- 2007 - Prix Opus, Rayonnement à l'étranger  Canada
- 2008 - Prix Opus, Concert de l'année - Régions (pour « Marie-Nicole Lemieux, À la rencontre d’une voix »)
- 2010 - Grand Prix Charles Cros, pour « Ne me refuse pas… »  France

## Enregistrements
Marie-Nicole Lemieux a enregistré sous différentes étiquettes. En 2004, elle enregistre le rôle-titre d’Orlando, dans l’opéra baroque Orlando furioso de Vivaldi. Le coffret remporte le prix du meilleur enregistrement de l’année aux Victoires de la musique classique en 2005, en France. La même année, elle enregistre le rôle de Unulfo dans Rodelinda de Händel, avec l’ensemble Il Complesso Barocco, sous la direction de Alan Curtis, pour Deutsche Grammophon.
Depuis 2006, elle enregistre régulièrement sous l'étiquette Naïve, maison avec laquelle elle est maintenant liée par un contrat d’exclusivité.
En 2009 sont sortis un enregistrement de lieder de Schumann (Daniel Blumenthal au piano) et une compilation d’airs de Vivaldi avec l’Ensemble Matheus (Jean-Christophe Spinosi). Sorti en automne 2010, Ne me refuse pas, a reçu le grand prix international du disque et du DVD de l’académie Charles-Cros, dans la catégorie « Soliste lyrique ».
En 2013, elle enregistre Lettres de Madame Roy à sa fille Gabrielle, un drame musical sur l'écrivaine Gabrielle Roy dont la musique est composée par André Gagnon et les textes écrits par Michel Tremblay.
En 2017, Les Troyens de Berlioz : Joyce DiDonato, Didon, Marie-Nicole Lemieux, Cassandre, Stéphane Degout, Chorèbe, Michael Spyres, Enée, Cyrille Dubois, Iopas, Mariane Crebassa, Ascagne, Les Chœurs de l'Opéra National du Rhin, Badischer Staatsopenchor, Orchestre philharmonique de Strasbourg, Dir. John Nelson. 4 CD + 1 DVD Warner 2017. Diapason d'or, Choc de Classica..
En 2023, Berlioz, les Nuits d’été, Saint-Saëns, Mélodies persanes, Ravel, Shéhérazade, Marie-Nicole Lemieux, contralto, Orchestre Philharmonique de Monte-Carlo. CD Erato 2023  

### Titres
- 2000 : Coffret des lauréats du Concours musical international Reine Elisabeth de Belgique, Cyprès
- 2000 : Berlioz, Mahler et Wagner, Cyprès
- 2001 : Mozart, Requiem (version Levine), Dorian Recordings
- 2002 : Händel, Cantates italiennes et autres œuvres, Analekta
- 2003 : Scarlatti, Salve Regina - Vivaldi : Stabat Mater & Concerti Per Archi, Analekta
- 2004 : Brahms, Lieder, Analekta
- 2004 : Händel, Rodelinda, Deutsche Grammophon
- 2004 : Vivaldi, Orlando Furioso, Naïve Classique
- 2005 : L'Heure exquise, Naïve Classique
- 2006 : Vivaldi, Griselda, Naïve Classique
- 2006 : Honegger, Jeanne d'arc au bûcher, Universal (DVD)
- 2008 : Vivaldi, La Fida Ninfa, Naïve Classique
- 2008 : Lamenti : Pleurez mes yeux, pleurez toutes vos larmes, Virgin Classics
- 2008 : Vivaldi Nisi Dominus, Stabat Mater, Naïve Classique
- 2009 : Vivaldi !, Naïve Classique (compilation)
- 2009 : Verdi, Falstaff, Arte (DVD)
- 2009 : Debussy, Pelléas et Mélisande, Emi Classics (DVD)
- 2009 : Schumann, Frauenliebe Und-Leben, Naïve Classique
- 2010 : Ne me refuse pas, Naïve Classique
- 2011 : Marie-Nicole Lemieux : Berlioz, Wagner, Mahler, Cyprès (réédition)
- 2011 : Sur les traces de Vivaldi, Naïve Classique (compilation)
- 2011 : Händel Streams of Pleasure, Naïve Classique
- 2011 : Rossiini, Guillaume Tell, EMI classique
- 2011 : Händel, Ariodante, Virgin Classics
- 2011 : Berg - Webern - Schoenberg, Naïve Classique
- 2012 : Händel, Giulio Cesare : Naïve
- 2012 : Opera Arias : Gluck Haydn Mozart, Naïve Classique
- 2012 : Ladies sing baroque, Naïve Classique (compilation)
- 2012 : Antonio Vivaldi, Orlando Furioso, Naïve (DVD)
- 2013 : Marie-Nicole Lemieux : Meilleurs moments, Analekta
- 2013 : Lettres de Madame Roy à sa fille Gabrielle, Audiogram
- 2014 : Lemieux. Chansons perpétuelles, Naïve
- 2014 : La Passion Lemieux, Naïve
- 2016 : Honegger et Ibert, L'Aiglon, Decca
- 2017 : Berlioz, Les Troyens, Erato/Warner Classics
- 2017 : Rossini Si, si, si, si !, Warner Classics